# 沃克湖
53°26′12″N 11°51′31″E / 53.436728°N 11.858558°E

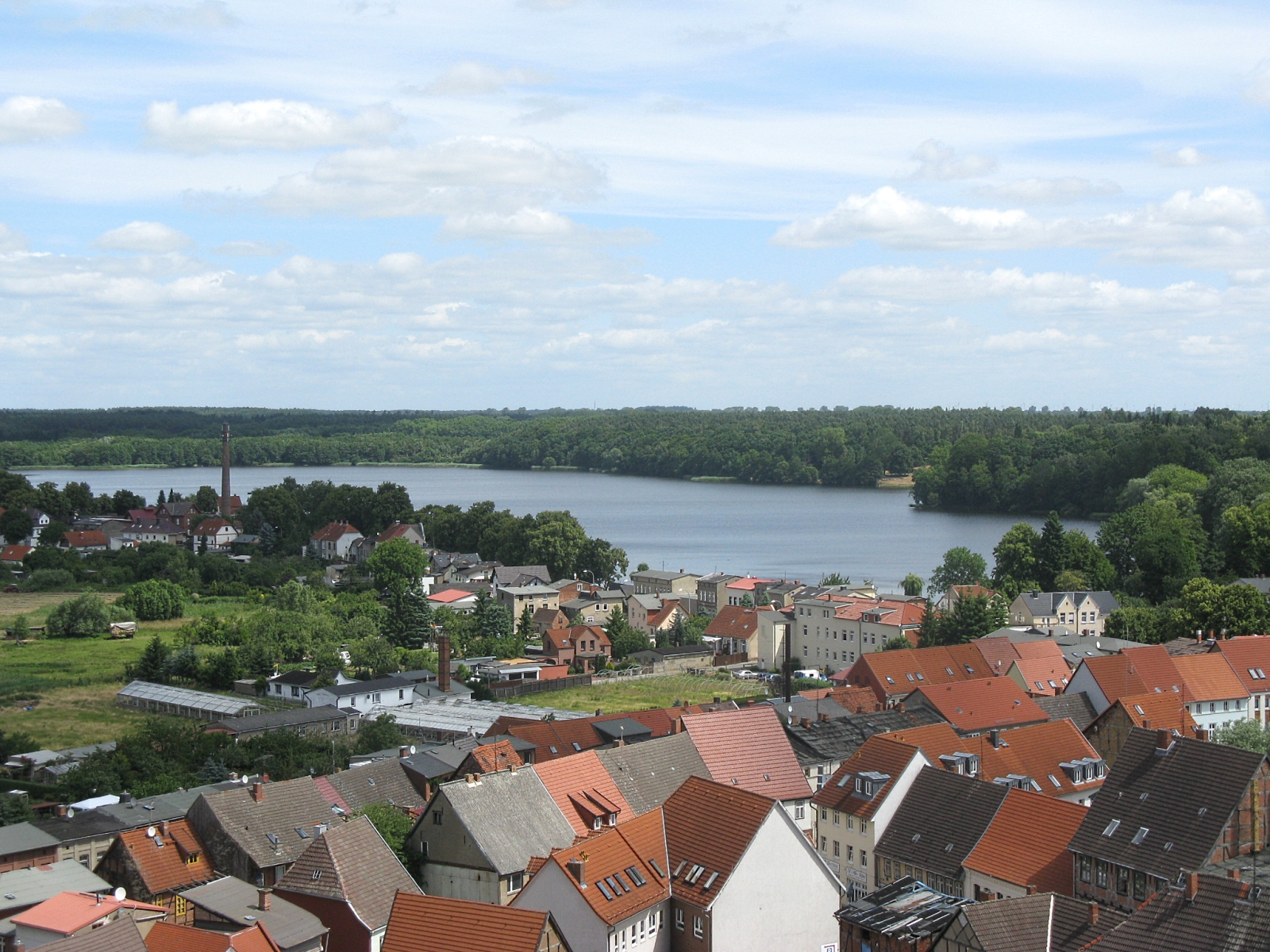

沃克湖（德語：Wockersee），是德國的湖泊，位於該國東北部梅克倫堡-前波美拉尼亞州，由路德維希斯盧斯特-帕爾希姆縣負責管轄，長1.5公里、寬0.6公里，面積0.6平方公里，海拔高度44米，平均水深3.8米，最大水深6.4米，水體容量226萬立方米。